# SN 2005iu
SN 2005iu – supernowa typu Ia odkryta 20 października 2005 roku w galaktyce A202015+0013. W momencie odkrycia miała maksymalną jasność 21,50m.